# Francesco Botticini
Francesco Botticini ou Francesco di Giovanni Botticini (Florence, ~1446 - Florence, 22 juillet 1498) est un peintre florentin.

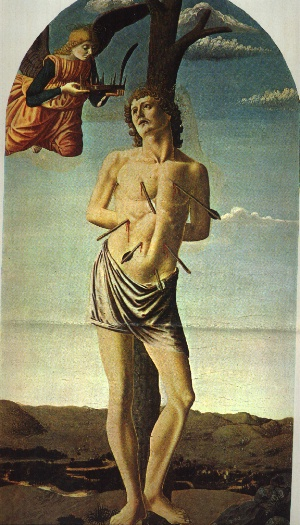
Saint Sébastien.

## Biographie
Fils de Giovanni di Domenico, peintre de cartes à jouer (Naibi), il fut l'assistant de Neri di Bicci, et il étudia ensuite dans le même atelier que Cosimo Rosselli et Andrea del Verrocchio. Son travail a été influencé par ceux de Filippino Lippi, Andrea del Castagno, des Pollaiolo et Botticelli, mais il se contenta de les imiter.
Francesco fonda un important atelier florentin dans lequel travailla son fils Raffaello.
Son art est caractérisé par un style particulièrement décoratif. À partir de 1469 il était propriétaire d'un atelier de peinture, assez apprécié à l'époque, mais pas autant que ceux de certains de ses contemporains, tels que Filippino Lippi (1457-1504) ou Sandro Botticelli (1444-1510).
La peinture la plus connue de Francesco Botticini est l'Assomption de la Vierge. L'œuvre montre une composition en forme de tour, une sorte de coupole en ciel, où l'on voit des groupes d'anges autour de la Vierge et un ample paysage en arrière-plan. Le tableau de Botticini est aussi un des premiers exemples de perspective en peinture.

## Œuvres

### Années 1470
- Les Trois archanges avec Tobie (1470), retable de Santo Spirito, conservé à la Galerie des Offices
- La Vierge adorant l'Enfant avec Tobias et l'Ange Raphaël, 1470, tempera sur peuplier, 96 × 59 cm, Holden Collection, Cleveland Museum[1]
- Sainte Cécile entre saint Valérian et saint Tiburtius avec la donatrice[2], v. 1470, 52 × 45 cm, Musée Thyssen, Madrid[3]

- Retable de polyptyque démembré et dispersé entre plusieurs musées  (1471) :
  - La Cène, Édimbourg
  - Arrestation du Christ, perdue
  - Flagellation du Christ, collection privée
  - Crucifixion[4]
  - Résurrection, partie de la prédelle, Frick Collection, New-York (acquise en 1939)

- Vierge à l'Enfant, 1471, Ca' d'Oro, Venise[5]

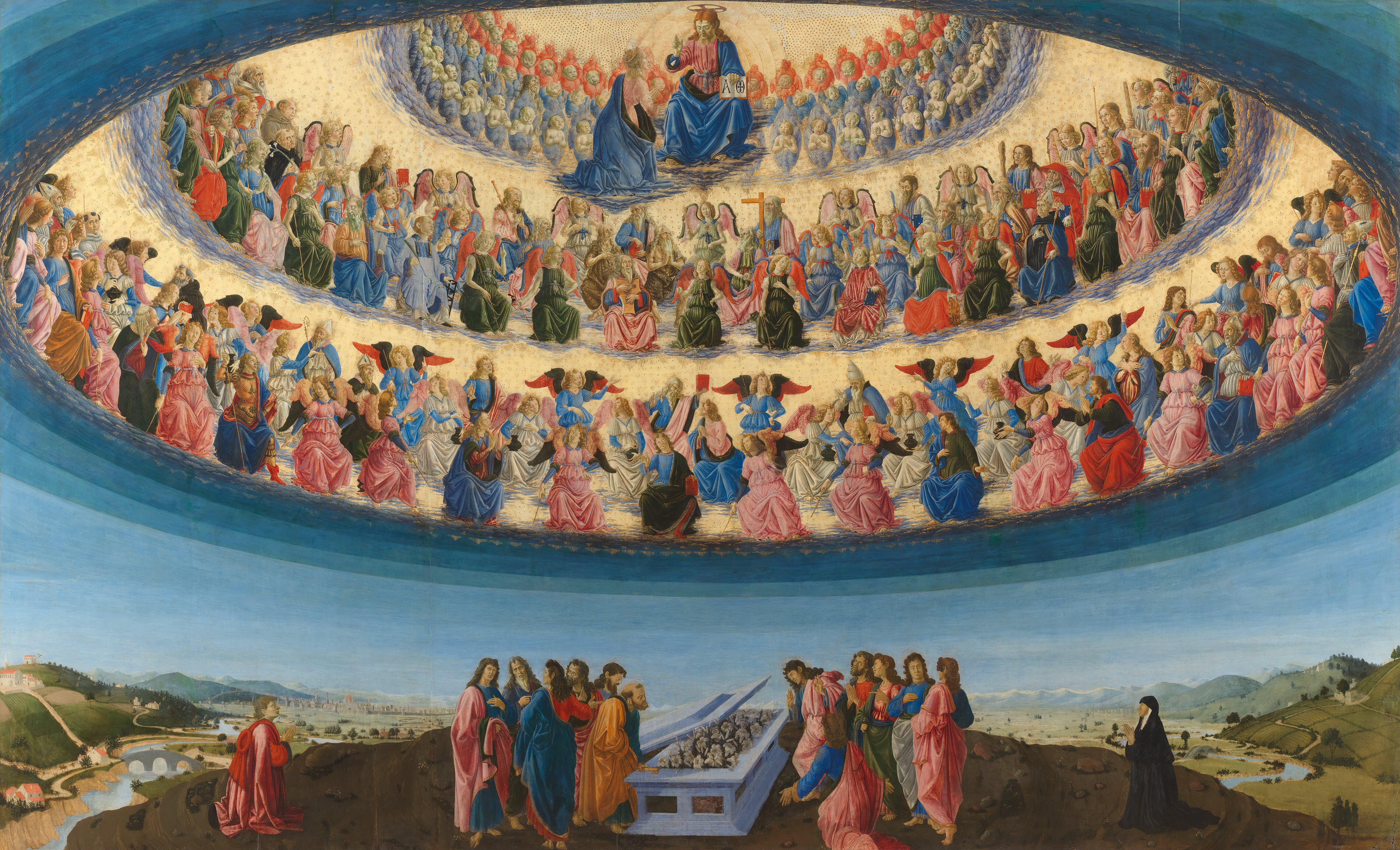
Assomption de la Vierge, 1475-1476.

- Saint Augustin, 1471 Gallerie dell’Accademia de Florence
- Mater Dolorosa dite autrefois Sainte Monique, pendant de Saint Augustin[6], 1471, Gallerie dell’Accademia de Florence
- Sainte Monique et les sœurs augustiniennes[7], 179 × 180 cm, Basilique Santo Spirito (Florence)
- Saint Sébastien, tempera et huile sur bois, œuvre très abîmée, inspirée du Saint Sébastien de Botticelli de 1473–74, conservé à la Gemäldegalerie, Berlin[8], Metropolitan Museum of Art, New York[9]
- Vierge à l'Enfant[10], 1475-1480, 67 × 46 cm, Holden Collection, Cleveland Museum
- Assomption de la Vierge[11], 1475-1476, National Gallery Londres

### Années 1480
- Annonciation[12], v. 1480, Empoli, Collegiata di Sant'Andrea
- Anges jouant d'instruments de musique (tambourin, triangle, biniou...) lui sont attribués, v.1480, tempera sur bois, 121 × 36 cm, Collection Romagnoli, Empoli Museo della Collegiata di Sant' Andrea
- La Vierge adorant l'Enfant entourée de saint Jean-Baptiste enfant et de deux anges, 1480[13], tondo, Musée du Louvre
- La Vierge sur le trône avec Enfant parmi les saints Jérome, François, Antoine de Padoue et Ludovic de Toulouse (~1483), cloître San Domenico, conservée au musée municipal de Prato
- Adoration de l'Enfant avec un ange[14], 1475-1498, 58 × 44 cm, Petit-Palais, Avignon
- Adoration de l'Enfant, v. 1485, Palais Pitti, Florence[15]
- La Vierge et l'Enfant en gloire, entourés de sainte Marie-Madeleine, de saint Bernard, d'anges, de chérubins et de séraphins[16], 1480-90, 188 × 177 cm, Musée du Louvre

### Années 1490
- Retable de Saint Jérôme : Saint Jérôme pénitent dans le désert entre Saint Damien, Saint Eusèbe et Sainte Paule, Sainte Eustachie, avec les donateurs ; Épisodes de la Vie de saint Jérôme[17], 1490, National Gallery, Londres
- Vierge à l'Enfant en majesté avec des saints et des Anges[18], 1492-1495, tempera sur bois, 280 × 175 cm, Metropolitan Museum of Art, New York

### Non documentés ici
- Portrait de Leonardo (Léonard de Vinci serait le modèle de l'archange Raphaël de Tobie et les Trois archanges[réf. nécessaire]).
- La Vierge adorant l'Enfant avec sainte Barbara et saint Martin
- Vierge à l'Enfant, musée Jacquemart-André, Paris
- Sainte Famille, Musée Jeanne d'Aboville de La Fère

## Un voyage initiatique

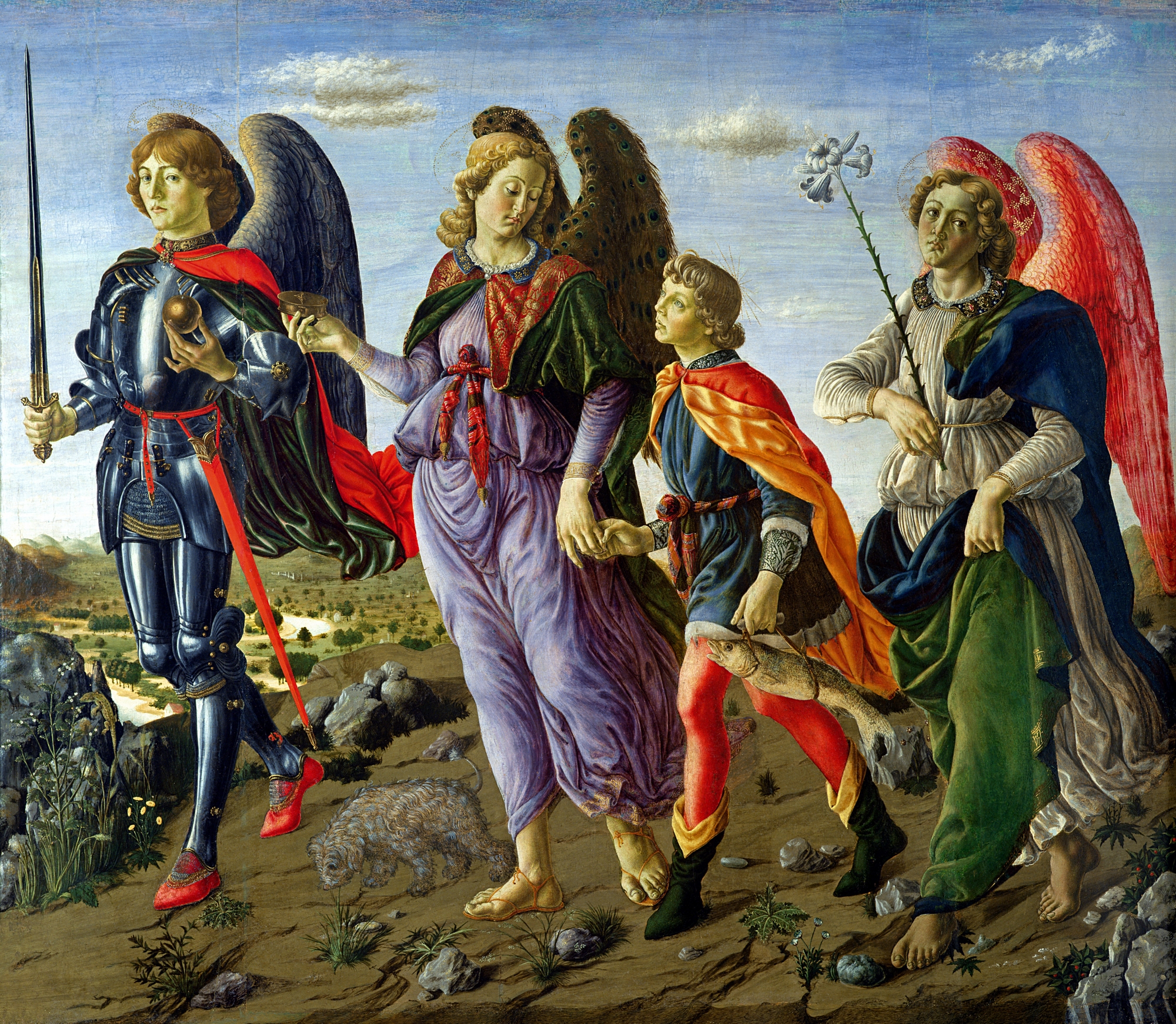
Retable, Les Trois archanges avec Tobie, 1470.

En 1470, alors membre de la Compagnie de l'Archange-Raphaël, il réalisa pour l'autel de la basilique Santo Spirito de Florence le tableau Les Trois Archanges avec Tobie. Le sujet est tiré du Livre de Tobie dans l'Ancien Testament, l'épisode représenté est celui du voyage qu'entreprend Tobie accompagné de trois archanges, et destiné à rapporter un traitement contre la cécité de son père, en exil à Ninive.

Le texte ne mentionne que la présence de l'archange Raphaël, c'est donc une originalité de composition de l'artiste que la présence des deux autres archanges, Michel et Gabriel. Filippino Lippi, le grand artiste florentin de la génération suivante, réalisa plus tard une œuvre de composition similaire, présentant également les trois archanges autour de Tobie (Les Trois Archanges avec Tobie (Filippino Lippi), v. 1485, Turin, Galerie Sabauda).

Les archanges cheminent vers la gauche, et portent les attributs de leur fonction céleste. La couleur de leurs ailes les distingue. À gauche Michel, « qui est comme Dieu », cuirassé, portant l'épée et le globe terrestre surmonté d'une croix. À droite Gabriel, « force de Dieu », tenant le lis blanc qu'il offrit à la Vierge le jour de l’Annonciation. Au centre Raphaël, « Dieu guérit », un chien à ses pieds. Il entraîne le jeune Tobie par la main, et tient dans l'autre une coupelle. Tobie porte le poisson, sanglé, source du précieux remède qui guérira son père ainsi que sa future femme.

### Un art ciselé
Les personnages occupent tout l'espace du panneau, laissant deviner en contrebas, au loin, le fleuve d'où jaillit le poisson. Tandis que les deux archanges, brandissant épée et lis, fixent le spectateur, Raphaël et Tobie se regardent dans une conversation secrète, les mains entrelacées, l'ange conduisant les pas du jeune homme. L'ensemble, dans une gamme de coloris très subtile, évoque la promenade initiatique d'un jeune prince escorté d'anges gardiens.

Quoi de plus naturel ? La délicatesse des coloris, la finesse des traits, l'affectation maniérée des attitudes, le ciselé des drapés confèrent à l'œuvre un caractère d'extrême raffinement ; une précision d'orfèvre, propre à l'art florentin vers 1470, qui offre au regard des visages doux dans des corps dynamiques, où force et suavité se mêlent.